# Vudaha
Vudaha (vitryska: Вудага) är ett vattendrag i Belarus.   Det ligger i voblasten Mahiljoŭs voblast, i den östra delen av landet, 260 km öster om huvudstaden Minsk.
Omgivningarna runt Vudaha är en mosaik av jordbruksmark och naturlig växtlighet. Runt Vudaha är det glesbefolkat, med 15 invånare per kvadratkilometer.